# Église Saint-Martin de Montagnac-sur-Lède
Pour les articles homonymes, voir Église Saint-Martin.
L'église Saint-Martin est située sur la commune de Montagnac-sur-Lède, dans le département français de Lot-et-Garonne, en France.

## Localisation
L'église est au nord du village de Montagnac-sur-Lède, avec un cimetière attenant.

## Histoire
D’après les documents conservés aux archives départementales de Lot-et-Garonne, l’église fut fondée par le Saisimentum de 1271 sous le nom de Parrochia de Montanhaco (capitulaire d'Agen). Le patron en était Saint Martin de Tours et la fête fixée au 11 novembre.
Construite en style roman, il ne reste plus de cette construction initiale que l’abside circulaire du chœur. Les contreforts ont été ajoutés postérieurement.
Elle a beaucoup souffert des guerres de religion, à tel point que l'évêque d'Agen Nicolas de Villars écrit en 1601 dans ses mémoires: Église toute découverte excepté‚ ce qui couvre l'autel qui est tout ruiné‚ Il ne s'y fait aucun service.
Le procès-verbal de l'évêque Jules Mascaron la décrit ainsi : l’église est champêtre, dans un vallon (sic), longue de 7 cannes, large de 3, haute de 4. Il y a vers cette époque 15 ou 16 maisons huguenotes dans le village.
La nef de trois travées a été construite au XVe siècle à la suite du chœur roman. Elle est de la dernière période gothique. Elle est bordée de chapelles latérales.
En 1739, à son tour, l'évêque de Chabannes déclare : Il y a trois chapelles du côté‚ de l’évangile le long de la nef dont les voûtes sont crevées. Par contre, en 1769, l'évêque Jean-Louis d'Usson de Bonnac  affirme: Les trois chapelles de Notre Dame, de Saint Louis et de Saint Eutrope sont en bon état.
Les deux cloches ont respectivement pour millésimes : 1761 et 1884, cette dernière pesant 900 kg.
Cette église, dont la taille semble importante desservait en 1841, une paroisse qui comptait encore 923 âmes.
Restaurée en 1850, la toiture fut exhaussée d'un mètre et une voûte remplace le lambris. Trois chapelles furent construites à droite de l’édifice et un peu plus tard, six fenêtres sont percées dans la nef qui en était dépourvue, les jours étant pris dans les chapelles.
L'édifice est inscrit au titre des monuments historiques par arrêté du 7 janvier 1926.

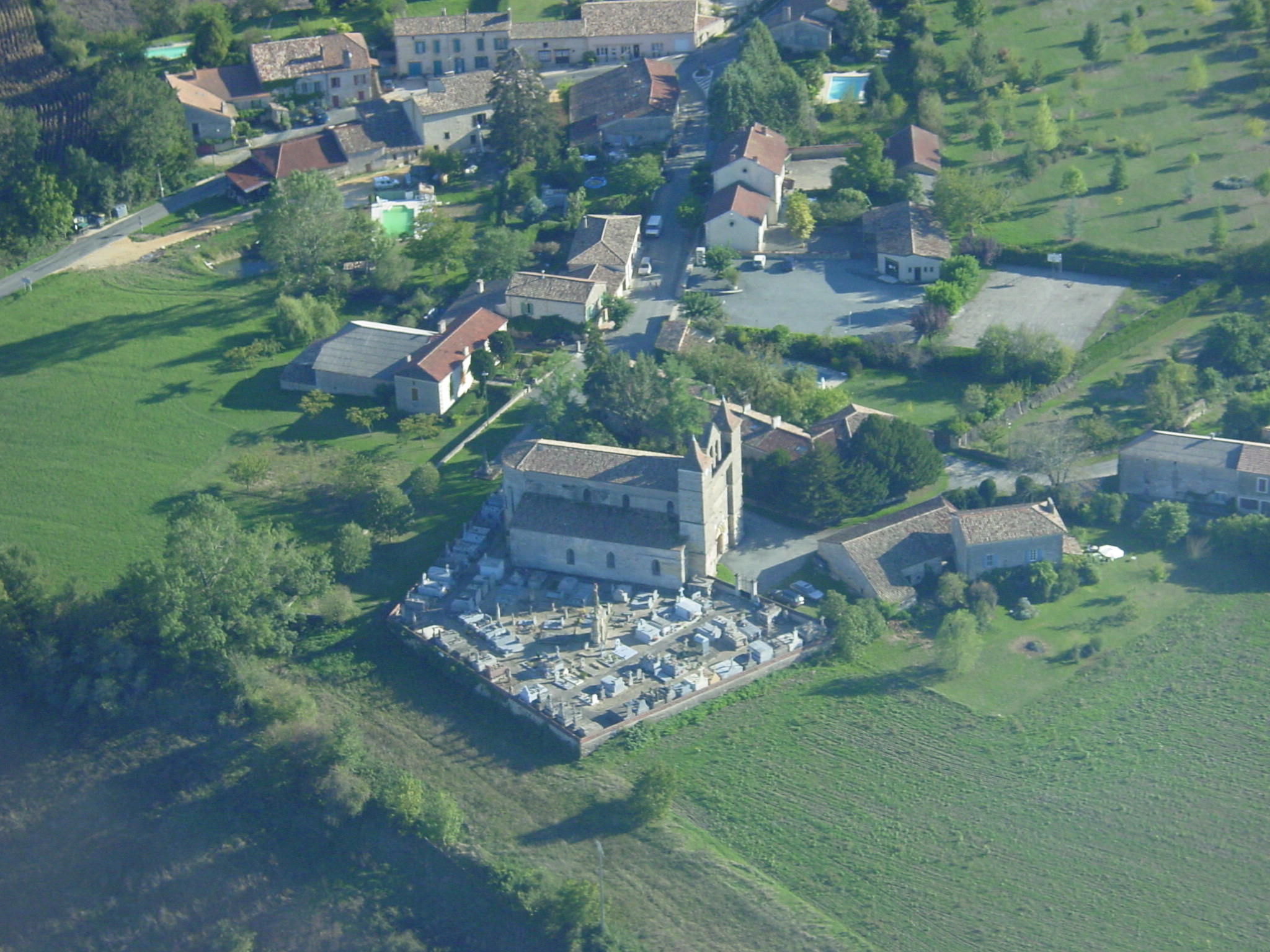
Vue aérienne de l'église de Montagnac
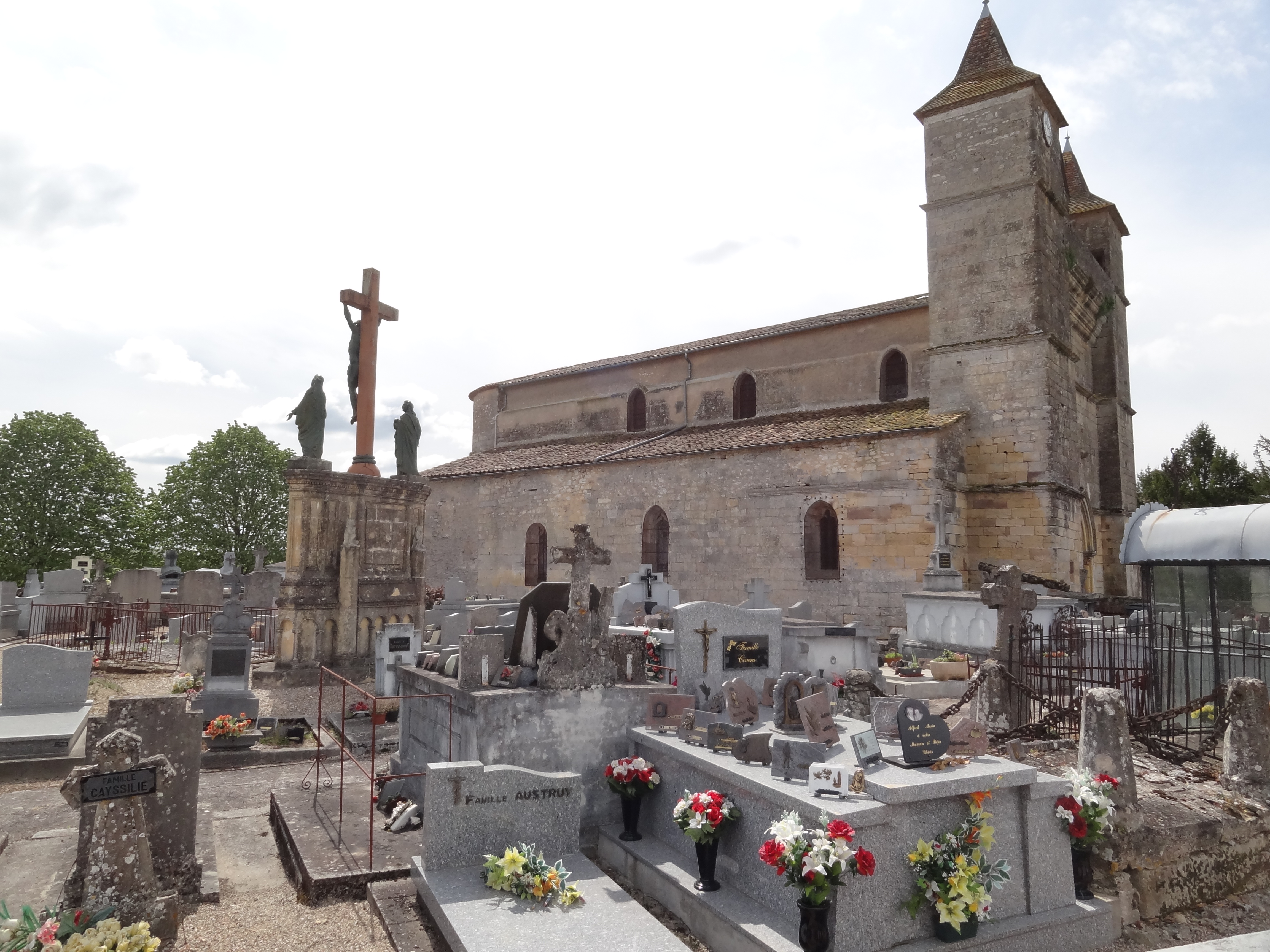
Le cimetière de Montagnac
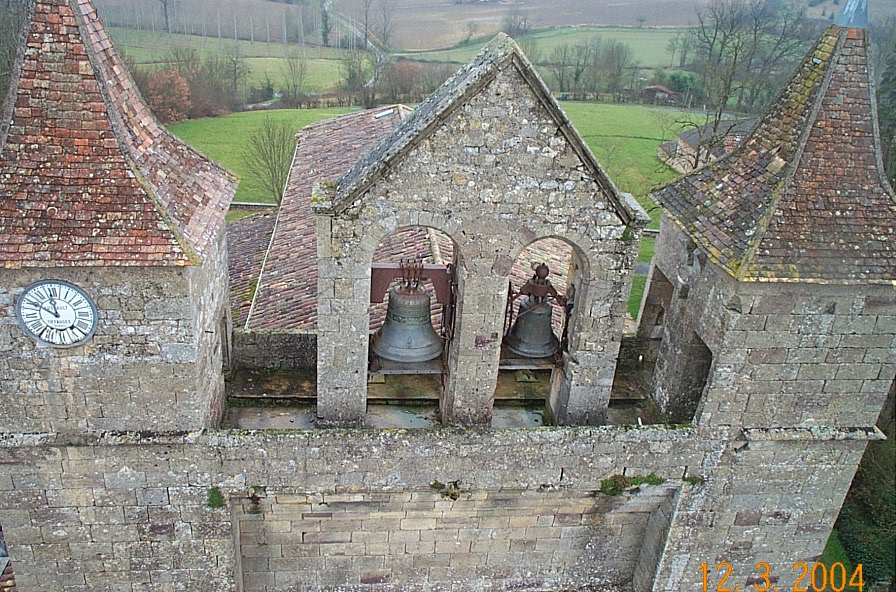
Restauration du clocher de l'église de Montagnac
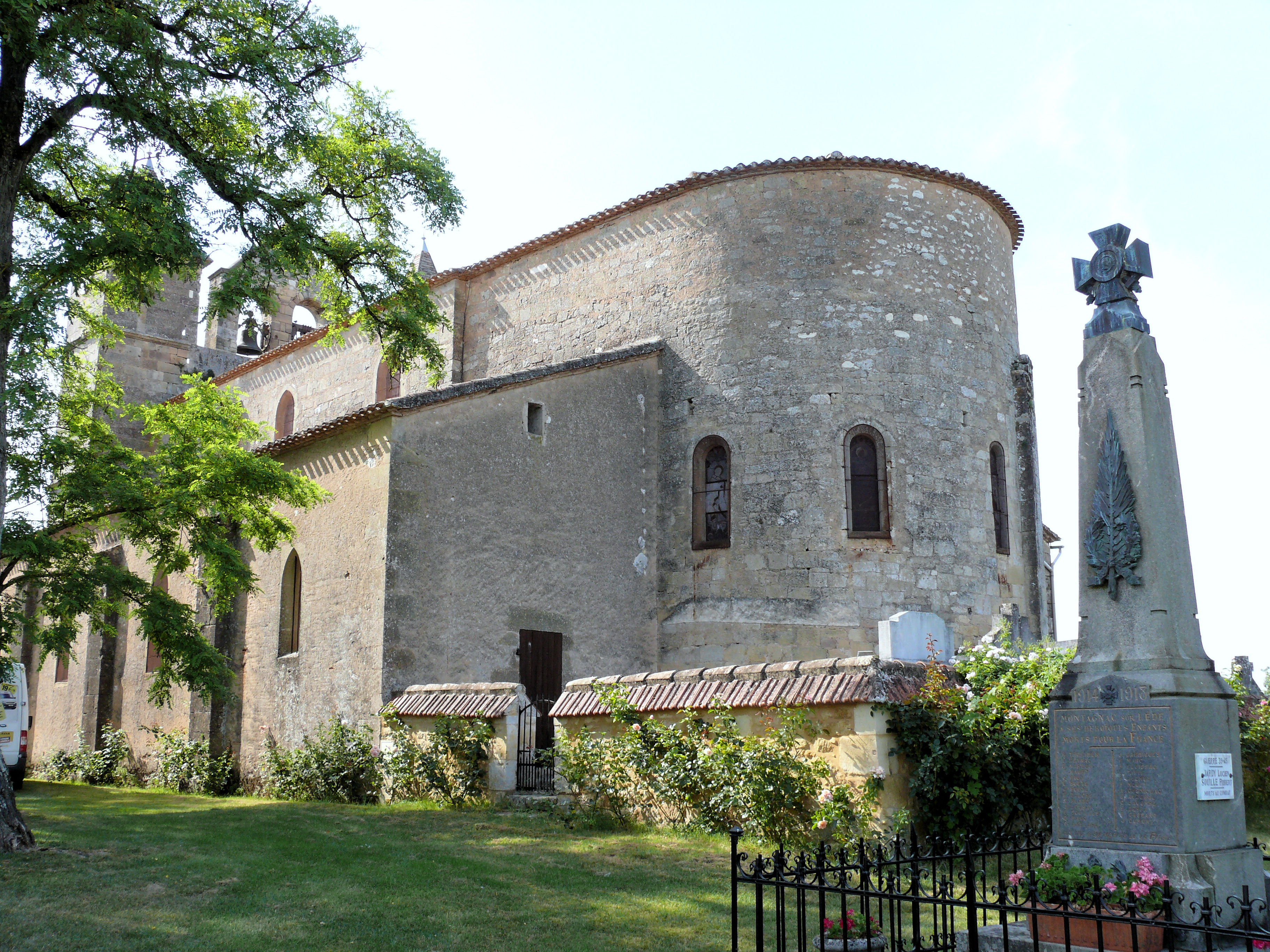
L'église

## Description
Selon l'ouvrage de Georges Tholin sur l'architecture religieuse de l'Agenais paru en 1868, le chœur est vaste et d'une architecture remarquable. Vouté‚ en berceau plein cintre, il est séparé‚ du cul-de-four de l'abside par un doubleau. Une arcature plein cintre sur colonnes enceint l’hémicycle. Ce sanctuaire, la seule partie romane, n'a pas de contreforts. La plupart des chapiteaux sont ornés d'un seul rang de feuilles bien découpées. Les volutes des angles, profondément fouillées, se rattachent entre elles par des liens en relief, analogues à celles des ouvrages de ferronnerie.Tous les tailloirs sont décorés de perles. Les trois travées de la nef sont recouvertes de simples croisées d'ogives. Les chapelles ont des croisées doubles,renforcées de tiercerons. La plupart des arcs reposent sur des consoles représentant des têtes saillantes.
Dans la dernière chapelle du fond à gauche se trouve une inscription : « L. M DXLV MAISTRE. I SERAING CVRE DE VAVRIS FIST FAIRE LA PNT CHAPELLE A HOVNEVR DE DIEU DE NOSTRE DAMME DE PITIÉ ET DE S. I. EVANGELISTE  ».
La façade orientale est flanquée de deux tours carrées reliées à une certaine hauteur par une galerie en porte à faux sur plusieurs assises.  Elles sont reliées entre elles par une galerie en encorbellement à l’arrière de laquelle s’élève le clocher.

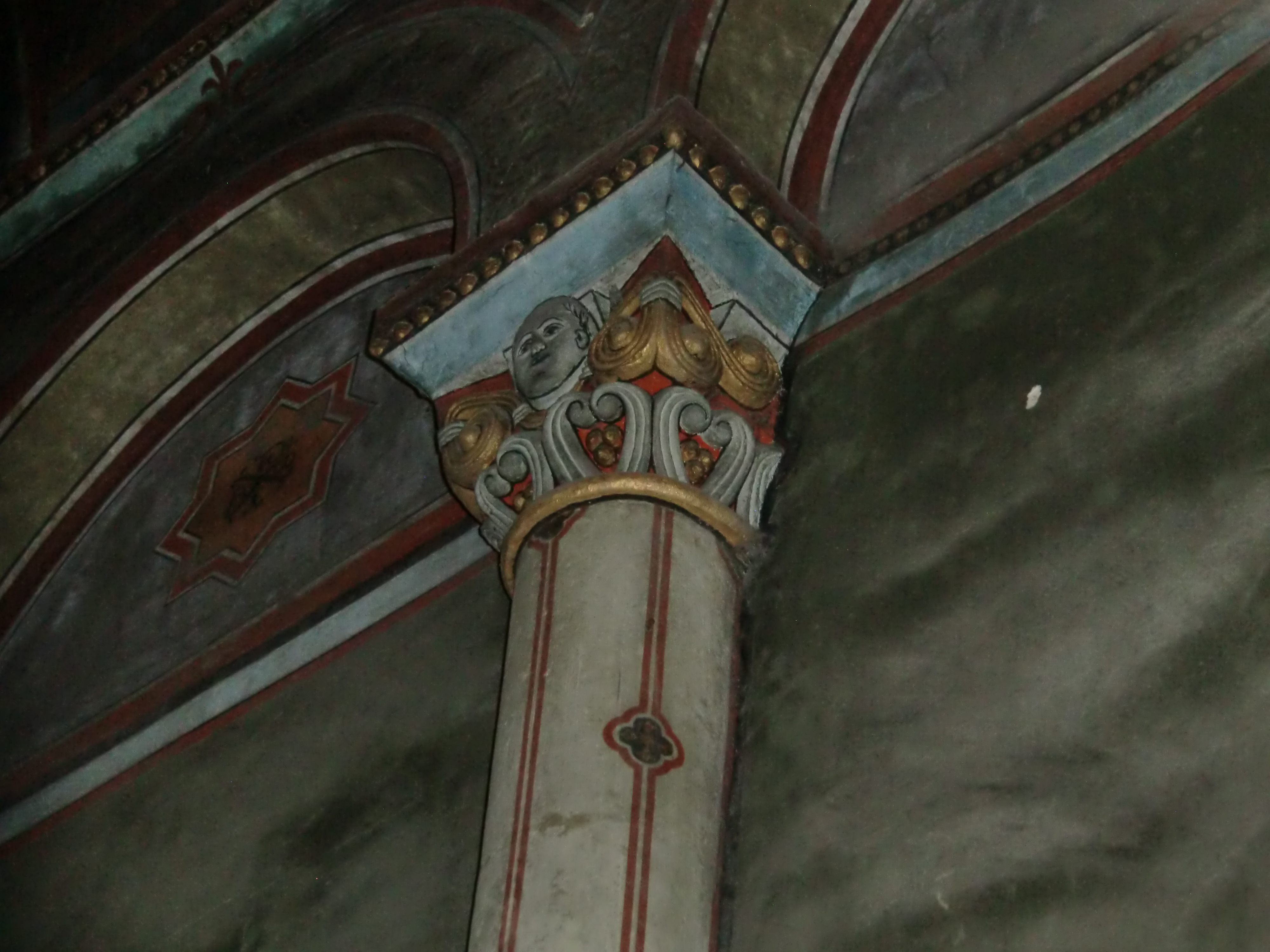
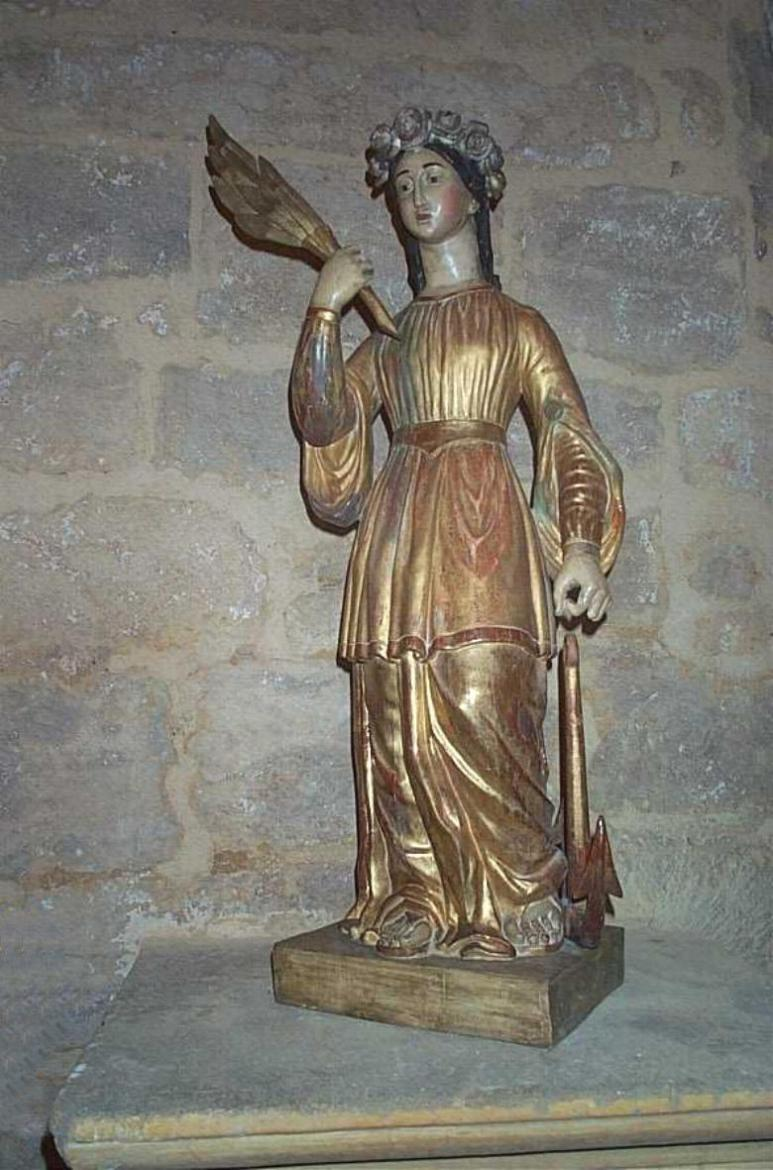
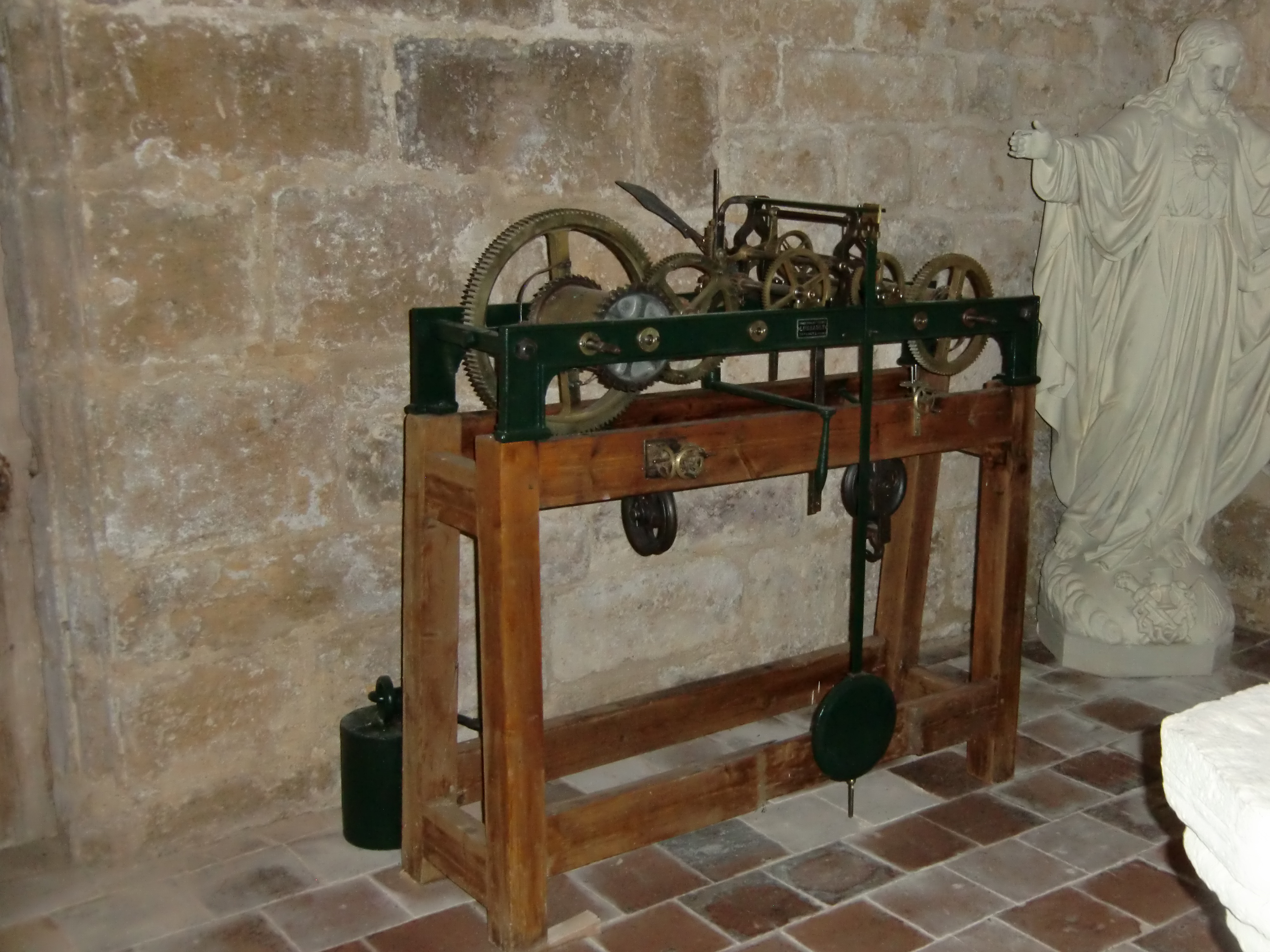

## Mobilier
Dans une chapelle latérale se trouve un curieux autel en bois doré‚ de l’époque de la Renaissance. À signaler aussi une ancienne statue de Sainte Philomène et des fonts baptismaux et leur bassin, inscrits à titre d'objets dans la base Palissy.